# Campeonato Moçambicano de Futebol de 2015
O Moçambola 2015 foi a 38ª temporada da elite de futebol em Moçambique. A temporada começou em 14 de Março. O Ferroviário Maputo conquistou o campeonato por apenas um ponto com um empate 1-1 no Ferroviário Nampula. O Costa do Sol poderia ter ganho o campeonato com uma vitória ou mesmo empatado, mas perdeu por 1-0 em Chibuto e terminou o campeonato em segundo lugar, apesar de liderar a liga em sete das últimas 10 semanas. O campeonato foi o 10º geral do Ferroviário de Maputo e o primeiro desde 2009.
O Clube 1º de Maio, o Desportivo de Nacala e o Ferroviário Quelimane terminaram como os três últimos colocados da tabela e foram despromovidos a Divisão de Honra na temporada de 2016.

## Participantes
Um total de 14 equipas disputaram o campeonato, incluindo 11 equipas da temporada de 2014 e três promovidas a partir dos grupos regionais de 2014, Ferroviário de Nacala, 1º de Maio e Vilankulo.
Por outro lado, a Têxtil do Pungué, o Ferroviário da Pemba e a Estrela Vermelha da Beira foram as três últimas equipas da temporada de 2014 e tiveram que disputar grupos regionais na temporada de 2015. Liga Desportiva de Maputo era a defensora do título, conquistado na temporada de 2014.

### Estádios e localizações
| Time                         | Cidade     | Estádio                           | Capacidade | Temporada 2014   |
| ---------------------------- | ---------- | --------------------------------- | ---------- | ---------------- |
| 1º de Maio                   | Maputo     | Estádio 1º de Maio                | 18.000     | Divisão de Honra |
| Chibuto                      | Chibuto    | Campo do Chibuto                  | 2.000      | 7º               |
| CD Costa do Sol              | Maputo     | Estádio do Costa do Sol           | 10.000     | 8º               |
| Desportivo Maputo            | Maputo     | Estádio 1º de Maio                | 18.000     | 4º               |
| Desportivo de Nacala         | Nampula    | Estadio 25 de Junho               | 5.000      | 9º               |
| Clube Ferroviário da Beira   | Beira      | Estádio do Ferroviário            | 7.000      | 3º               |
| Clube Ferroviário de Maputo  | Maputo     | Estádio da Machava                | 45.000     | 10º              |
| Ferroviário de Nacala        | Nacala     | Estádio do Nacala Velha           | 15.000     | Divisão de Honra |
| Clube Ferroviário de Nampula | Nampula    | Estadio 25 de Junho               | 5.000      | 2º               |
| Ferroviário de Quelimane     | Quelimane  | Campo do Ferroviário de Quelimane | 3.000      | 11º              |
| União do Songo               | Songo      | Estádio 27 de Novembro            | 2.000      | 5º               |
| Liga Desportiva de Maputo    | Matola     | Estádio da Liga Muçulmana         | 5.000      | 1º (Campeão)     |
| Maxaquene                    | Matola     | Campo do Matchedje                | 15.000     | 6º               |
| Vilankulo                    | Vilanculos | Estádio Municipal de Vilanculos   | 5.000      | Divisão de Honra |

## League table
| #  | Equipa                     | J  | V  | E  | D  | GP | GC | SG  | Pts | Classificação                         |
| -- | -------------------------- | -- | -- | -- | -- | -- | -- | --- | --- | ------------------------------------- |
| 1  | Ferroviário Maputo (C) (Q) | 26 | 12 | 8  | 6  | 35 | 20 | +15 | 44  | Liga dos Campeões da CAF de 2016      |
| 2  | Costa do Sol               | 26 | 12 | 7  | 7  | 26 | 17 | +9  | 43  |                                       |
| 3  | LD Maputo (Q)              | 26 | 12 | 7  | 7  | 26 | 12 | +14 | 43  | Copa das Confederações da CAF de 2016 |
| 4  | Ferroviário Beira          | 26 | 11 | 6  | 9  | 24 | 21 | +3  | 39  |                                       |
| 5  | União do Songo             | 26 | 10 | 9  | 7  | 22 | 17 | +5  | 39  |                                       |
| 6  | Ferroviário Nampula        | 26 | 9  | 10 | 7  | 18 | 18 | 0   | 37  |                                       |
| 7  | Maxaquene                  | 26 | 10 | 6  | 10 | 21 | 21 | 0   | 36  |                                       |
| 8  | Ferroviário de Nacala      | 26 | 9  | 7  | 10 | 17 | 15 | +2  | 34  |                                       |
| 9  | Chibuto                    | 26 | 8  | 10 | 8  | 23 | 20 | +3  | 34  |                                       |
| 10 | Vilankulo                  | 26 | 9  | 7  | 10 | 23 | 27 | −4  | 34  |                                       |
| 11 | Desportivo Maputo          | 26 | 7  | 9  | 10 | 17 | 25 | −8  | 30  |                                       |
| 12 | 1º de Maio (R)             | 26 | 6  | 11 | 9  | 17 | 25 | −8  | 29  | Rebaixado para Divisão de Honra       |
| 13 | Desportivo de Nacala (R)   | 26 | 6  | 9  | 11 | 16 | 27 | −11 | 27  | Rebaixado para Divisão de Honra       |
| 14 | Ferroviário Quelimane (R)  | 26 | 3  | 10 | 13 | 9  | 30 | −21 | 19  | Rebaixado para Divisão de Honra       |

Última atualização em 1 de Novembro de 2015
Fonte: FIFA.com
Regras para classificação: 1) pontos; 2) pontos em confronto direto; 3) diferença de golos em confronto direto; 4) diferença de golos.
(C) = Campeão; (R) = Rebaixado; (P) = Promovido; (O) = Vencedor do play-off; (A) = Classificado para a próxima fase. 
Somente aplicável se a temporada não tiver terminado: 
(Q) = Classificado para a fase do torneio indicada; (TQ) = Classificado para o torneio, mas não para a fase indicada; (DQ) = Desclassificado do torneio.

## Results
Todas as equipes jogam em um sistema de round-robin (Jogos em casa e fora).
| Casa / Fora[1]        | 1DM | CHI | CDS | DMA | DDN | FBE | FMA | FNC | FNM | FQU | UDS | LDM | MAX | VIL |
| 1º de Maio            |     | 1–1 | 1–2 | 0–0 | 1–0 | 1–1 | 1–3 | 1–0 | 0–1 | 0–0 | 2–2 | 0–1 | 2–1 | 2–1 |
| Chibuto               | 0–0 |     | 1–0 | 3–1 | 2–0 | 3–1 | 1–0 | 0–1 | 0–0 | 3–0 | 0–0 | 0–0 | 4–2 | 2–1 |
| Costa do Sol          | 2–0 | 3–0 |     | 2–1 | 1–0 | 0–1 | 0–0 | 1–0 | 1–0 | 1–0 | 1–1 | 1–0 | 1–2 | 2–0 |
| Desportivo Maputo     | 2–2 | 1–0 | 2–2 |     | 0–2 | 0–0 | 1–2 | 1–0 | 2–1 | 0–0 | 1–1 | 0–0 | 2–1 | 0–1 |
| Desportivo de Nacala  | 1–2 | 1–0 | 1–1 | 0–0 |     | 1–1 | 2–1 | 0–0 | 1–1 | 2–0 | 1–0 | 0–1 | 0–0 | 0–1 |
| Ferroviário Beira     | 1–0 | 1–1 | 1–2 | 3–0 | 3–0 |     | 1–0 | 0–1 | 0–2 | 1–0 | 1–0 | 1–0 | 2–0 | 1–2 |
| Ferroviário Maputo    | 0–0 | 1–1 | 0–0 | 0–1 | 2–1 | 2–1 |     | 1–0 | 4–0 | 3–0 | 3–1 | 1–0 | 0–2 | 5–1 |
| Ferroviário de Nacala | 0–0 | 2–0 | 0–0 | 1–0 | 2–0 | 0–1 | 0–2 |     | 1–1 | 0–0 | 2–0 | 3–1 | 1–0 | 2–1 |
| Ferroviário Nampula   | 0–1 | 1–0 | 0–2 | 2–0 | 0–0 | 1–0 | 1–1 | 0–0 |     | 1–0 | 1–1 | 2–1 | 1–0 | 1–0 |
| Ferroviário Quelimane | 0–0 | 1–1 | 1–0 | 0–1 | 1–1 | 1–1 | 0–1 | 1–0 | 0–0 |     | 1–0 | 0–5 | 1–2 | 1–1 |
| União do Songo        | 1–0 | 1–0 | 2–0 | 0–0 | 0–0 | 0–0 | 0–0 | 2–1 | 1–0 | 3–0 |     | 1–0 | 1–0 | 2–0 |
| LD Maputo             | 0–0 | 0–0 | 0–0 | 1–0 | 5–0 | 2–0 | 3–1 | 1–0 | 1–0 | 1–0 | 2–1 |     | 0–1 | 1–0 |
| Maxaquene             | 2–0 | 1–0 | 1–0 | 1–0 | 1–2 | 0–1 | 1–1 | 1–0 | 0–0 | 0–0 | 0–1 | 0–0 |     | 0–0 |
| Vilankulo             | 3–0 | 0–0 | 2–1 | 0–1 | 1–0 | 2–0 | 1–1 | 0–0 | 1–1 | 2–1 | 1–0 | 0–0 | 1–2 |     |

Última atualização em 1 de Novembro de 2015.
Fonte: soccerway.com
1O time da casa (mandante) está listado na coluna da esquerda.
Cores:      Azul = time da casa vence;      Amarelo = empate;      Vermelho = time visitante vence.